# Parco nazionale di Mudumu
Il parco nazionale di Mudumu è un parco nazionale della Namibia. Fondato nel 1990, ha un'area di 737 km² e si trova nel territorio del Dito di Caprivi. Il parco è situato all'interno dell'area di conservazione transfrontaliera Okavango-Zambesi.

## Storia
Agli inizi del XX secolo l'area del parco era abitata dai popoli Mafwe e Mayeyi. Nel 1945, dopo un'infestazione di mosche tse-tse,  fu evacuata per creare lo spazio per la costituzione di una riserva di caccia. L'area è rimasta territorio di caccia fino al 1º marzo 1990, quando furono istituiti i parchi nazionali di Mudumu e Nkasa Rupara.

## Territorio
Il parco è diviso in tre zone di gestione, suddivise per rilevanza del patrimonio naturale:
- La prima zona è costituita dalla fascia riparia contigua al fiume Cuando, con il paesaggio tipico dell'ecoregione delle praterie inondabili dello Zambesi. Sono presenti numerose piccole isole fluviali, caratterizzate da una vegetazione arbustiva.
- La seconda zona, quella più ampia, è costituita dalla savana alberata a mopane dello Zambesi, punteggiata da piccole pozzanghere che consentono agli animali di abbeverarsi.
- La terza zona, di minore importanza e situata al centro del parco, è costituita dal letto del fiume prosciugato Mudumu Mulapo, dal quale il parco prende il nome.[1]

## Flora
Tra le specie vegetali più importanti della zona, il Ministero dell'ambiente e del turismo della Namibia indica l'acacia delle giraffe (Vachellia erioloba), Vachellia sieberiana, il baobab africano (Adansonia digitata), il teak africano (Baikiaea plurijuga), Burkea africana, il mopane (Colophospermum mopane), il sicomoro (Ficus sycomorus), l'albero delle salsicce (Kigelia africana), la palma del Senegal (Phoenix reclinata), il mukwa (Pterocarpus angolensis), il mongongo (Schinziophyton rautanenii), la marula (Sclerocarya birrea) e diverse specie di ebano (Diospyros), di Combretum e di Grewia.

## Fauna
Nel parco di Mudumu, come in tutta l'area del Caprivi, è presente una grande quantità di elefanti africani (Loxodonta africana). Altre presenze animali rievanti sono quelle di bufali cafri (Syncerus caffer caffer), leoni (Panthera leo), leopardi (Panthera pardus), iene maculate (Crocuta crocuta), ghepardi (Acinonyx jubatus), licaoni (Lycaon pictus), ippopotami (Hippopotamus amphibius), coccodrilli del Nilo (Crocodylus niloticus), sitatunga (Tragelaphus spekii), suricati (Suricata suricatta), lichi (Kobus leche), antilopi roane (Hippotragus equinus), giraffe (Giraffa camelopardalis), impala (Aepyceros melampus), e zebre di pianura (Equus quagga).